# Festival de Cannes 1981
Le Festival de Cannes 1981, 34e édition, a lieu du 13 au 27 mai 1981 et se déroule au Palais des Festivals dit Palais Croisette, 50 du boulevard de la Croisette.

## Jury de la compétition
- Président du jury : Jacques Deray, réalisateur
- Andreï Petrov, compositeur
- Antonio Gala, écrivain
- Attilio D'Onofrio
- Carlos Diegues, réalisateur
- Christian Defaye, journaliste
- Douglas Slocombe, directeur photo
- Ellen Burstyn, comédienne
- Jean-Claude Carrière, scénariste
- Robert Chazal, critique

## Sélections

### Sélection officielle

#### Compétition
La sélection officielle en compétition se compose de 22 films :
- Beau-père de Bertrand Blier  France
- Les Chariots de feu (Chariots of Fire) de Hugh Hudson  Royaume-Uni
- Quarantaine (Cserepek) d'István Gaál  Hongrie
- L'Homme de fer (Człowiek z żelaza) d'Andrzej Wajda  Pologne
- Les Anges de fer (Engel aus Eisen) de Thomas Brasch (en compétition pour la Caméra d'or)  Allemagne
- Excalibur de John Boorman  Royaume-Uni
- Le Groupe sanguin zéro (Faktas) d'Almantas Grikiavicius  Union soviétique
- La Porte du paradis (Heaven's Gate) de Michael Cimino  États-Unis
- La Peau (La pelle) de Liliana Cavani  Italie
- La Tragédie d'un homme ridicule (La tragedia di un uomo ridicolo) de Bernardo Bertolucci  Italie
- Les Uns et les Autres de Claude Lelouch  France
- Les Années lumière d'Alain Tanner  Suisse
- Regards et Sourires (Looks and Smiles) de Ken Loach  Royaume-Uni
- Mephisto d'István Szabó  Hongrie
- Les Fantasmes de Madame Jordan (Montenegro) de Dušan Makavejev  Suède
- Neige de Juliet Berto et Jean-Henri Roger (en compétition pour la Caméra d'or)  France
- Passion d'amour (Passione d'amore) d'Ettore Scola  Italie
- Patrimoine national (Patrimonio nacional) de Luis García Berlanga  Espagne
- Possession de Andrzej Żuławski  France
- Quartet de James Ivory  Royaume-Uni
- Cœur de feu (Tulipää) de Pirjo Honkasalo et Pekka Lehto  Finlande
- Le Solitaire (Thief) de Michael Mann  États-Unis

#### Un certain regard
La section Un certain regard comprend 15 films :
- Le Témoin (A tanú) de Péter Bacsó
- Mille petits baisers (Elef Nishikot K'tanot) par Mira Recanati (en compétition pour la Caméra d'or)
- Cerromaior de Luís Filipe Rocha
- Dieu les créa (Dios los cría) de Jacobo Morales (en compétition pour la Caméra d'or)
- Eijanaika de Shōhei Imamura
- Eu Te Amo d'Arnaldo Jabor
- Le Grand Bain de minuit (Golyamoto noshtno kapane) de Binka Jeliaskova
- Qui chante là-bas ? (Ko to tamo peva) de Slobodan Šijan (en compétition pour la Caméra d'or)
- La Nuit ensoleillée de Patrick Segal (en compétition pour la Caméra d'or)
- Que la lumière soit (Let There Be Light) de John Huston
- Mémoires d'un survivant (Memoirs of a Survivor) de David Gladwell
- Mur murs d'Agnès Varda
- On n'aime qu'une seule fois (Samo jednom se ljubi) de Rajko Grlić
- Émergeant de la surface (Satah Se Uthata Aadmi) de Mani Kaul
- Un moment de bonheur d'Yves Laumet

#### Hors compétition
9 films sont présentés hors compétition :
- Anima - Symphonie fantastique de Titus Leber
- Noces de sang (Bodas de sangre) de Carlos Saura
- De Mao à Mozart (From Mao to Mozart: Isaac Stern in China) de Murray Lerner
- Haut les mains (Ręce do góry) de Jerzy Skolimowski
- Show Bus (Honeysuckle Rose) de Jerry Schatzberg
- La Mouche (A légy) de Ferenc Rófusz (court métrage)
- Le facteur sonne toujours deux fois (The Postman Always Rings Twice) de Bob Rafelson
- This Is Elvis (en) d'Andrew Solt et Malcolm Leo (en)
- Trois Frères (Tre fratelli) de Francesco Rosi

#### Courts métrages
- Alephah de Gérald Frydman
- André Derain, Thèmes et variations de François Porcile
- Dilemme de John Halas
- DISC-JOCKEY de Jiří Barta
- Équilibre de Boïko Kanev
- Jogging de Dusko Sevo
- Le Bandit déguisé de Petar Lalovic
- Le Rat d'Élisabeth Huppert
- Le Roi et le Gnome de Lubomir Benes
- Les Invités aux manœuvres de Georges Nicolas Hayek
- Moto perpetuo de Béla Vajda
- Ne me parlez plus jamais d'amour de Sylvain Madigan
- Zea d'André Leduc et Jean Jacques Leduc

### Quinzaine des réalisateurs
La sélection officielle des longs métrages de la Quinzaine des réalisateurs se compose de 22 films.
- Albert Pinto Ko Gussa Kyon Ata Hai de Saeed Akhtar Mirza
- Alligator Shoes de Clay Borris
- Americana de David Carradine
- Ato De Violencia d'Eduardo Escorel
- Baddegama de Lester James Peries
- Bolívar, sinfonía tropikal (version Super 8) de Diego Rísquez
- Bona de Lino Brocka
- Chakra, Vicious Circle de Rabindra Dharmaraj
- Moi, l'autre (Conversa acabada) de João Botelho (en compétition pour la Caméra d'or)
- Desperado City de Vadim Glowna (en compétition pour la Caméra d'or)
- Die Berührte de Helma Sanders-Brahms
- Francisca de Manoel de Oliveira
- Ha-Ayit de Yaky Yosha
- Het teken van het beest de Pieter Verhoeff
- In Defense of People de Rafigh Pooya
- Les Fruits de la passion (Shanhai ijin shōkan) de Shūji Terayama
- Les Plouffe de Gilles Carle
- Memorias do medo d'Alberto Graça (en compétition pour la Caméra d'or)
- Narcisse et Psyché (Nárcisz és Psyché) de Gábor Bódy
- Seuls de Francis Reusser
- Tell Me a Riddle de Lee Grant
- Wizja lokalna 1901 de Filip Bajon

La sélection officielle des courts métrages de la Quinzaine des réalisateurs se compose de 11 films.
- Evolution de Sheila Graber
- Face to Face de Sheila Graber
- Le Miroir vivant d'Eunice Hutchins et Norbert Barnich
- Michelangelo de Sheila Graber
- Music for Film de Jean-Claude Wouters
- Pour trois minutes de gloire de Jean-Claude Bronckart
- T.V.O. de Carlos Castillo
- The Electric Disco Chicken de Bob Goodness
- Tous les garçons de Yves Laberge
- Tre per eccesso de Giampierro Vinciguerra
- Uno para todos, todos para todos de Carlos Castillo

### Semaine de la critique
- Le Chapeau malheureux de Maria Sos (Hongrie) (en compétition pour la Caméra d'or)
- Es ist kalt in Brandenburg (Hitler töten) de Villi Hermann, Niklaus Meienberg & Hans Stürm (Suisse)
- Fil, fond, fosfor de Philippe Nahoun (France)
- Malou de Jeanine Meerapfel (RFA) (en compétition pour la Caméra d'or)
- La Mémoire fertile de Michel Khleifi (Belgique/Palestine) (en compétition pour la Caméra d'or)
- Papillons de nuit (Cma) de Tomasz Zygadlo (Pologne)
- She Dances Alone de Robert Dornhelm (Autriche/Etats-Unis)

## Palmarès
- Palme d'or : L'Homme de fer (Człowiek z żelaza) d'Andrzej Wajda
- Grand prix spécial du jury : Les Années lumière d'Alain Tanner
- Prix d'interprétation masculine : Ugo Tognazzi pour La Tragédie d'un homme ridicule (La tragedia di un uomo ridicolo)
- Prix d'interprétation féminine : Isabelle Adjani pour Possession et Quartet ; Adjani est ainsi la seule actrice de l'histoire du Festival à remporter deux prix d’interprétation au même moment, pour deux films différents[5]
- Prix du second rôle masculin : Ian Holm pour Les Chariots de feu (Chariots of Fire)
- Prix du second rôle féminin : Elena Solovei pour Le Groupe sanguin zéro (Faktas)
- Prix du scénario : István Szabó et Peter Dobai pour Mephisto
- Prix de la contribution artistique : Excalibur de John Boorman
- Grand Prix de la Commission supérieure technique du cinéma français : Les Uns et les Autres de Claude Lelouch
- Caméra d'or : Desperado City de Vadim Glowna
- Palme d'or du court-métrage : Moto Perpetuo de Bela Vajda
- Premier prix du jury du court-métrage : Zea de André Leduc
- Prix du jury du court-métrage : Zea d'André Leduc (ex æquo)
- Prix du jury du court-métrage : Le Rat d'Élisabeth Huppert (ex æquo)